# Sertoliho buňka
1. bazální lamina
2. spermatogonia
3. spermatocyty I. řádu
4. spermatocyty II. řádu
5. spermatidy
6. zralé spermatidy
7. Sertoliho buňka
8. těsný spoj

Schéma stavby Sertoliho buněk:

Sertoliho buňka je podlouhlá buňka vyskytující se v semenotvorných kanálcích ve varlatech. Jednou stranou nasedá na bazální membránu a cévní systém, opačným koncem vyčnívá do dutin semenotvorných kanálků. Kolem Sertoliho buněk probíhá vlastní proces tvorby spermatu. U bazální laminy se vyskytují nejranější stadia spermií (spermatogonia), které postupně putují směrem do semenotvorných kanálků a během toho dozrávají (nakonec až v zralé spermatidy).

## Funkce
Funkce Sertoliho buněk je velice mnohostranná. Chrání a vyživují spermatické buňky, fagocytózou stravují nepotřebné zbytky vyvíjejících se spermií, vylučují androgen vázající protein (ABP) – a to pod kontrolou folitropinu a testosteronu, celkově se podílejí na regulaci zrání pohlavních buněk pomocí různých vylučovaných hormonů (inhibin), dále produkují anti-mülleriánský hormon (AMH) a představují bariéru mezi krevním oběhem a semenotvornými kanálky.

## Vzhled
Mají velmi dobře vyvinuté hladké endoplazmatické retikulum, Golgiho aparát a další součásti buněčné proteosyntézy. Jádro bývá nepravidelného přibližně trojúhelníkovitého tvaru a má výrazné jadérko. Mezi jednotlivými Sertoliho buňkami jsou podélně těsné a mezerové buněčné spoje tvořící hranici mezi krevním systémem a semenotvornými kanálky. U člověka se v dospělosti již nedělí.